# シクロオクタ-1,3,6-トリエン
シクロオクタ-1,3,6-トリエン(Cycloocta-1,3,6-triene)は、シクロオクタテトラエンと関連する有機化合物である。これは、幾何異性体を持つシクロアルケンの例である。